# Fixdorf
Fixdorf ist eine wüste Feldmark bei Lübnitz, einem Ortsteil der Stadt Bad Belzig, die im Landkreis Potsdam-Mittelmark in Brandenburg liegt.

## Lage
Die Feldmark liegt nordnordwestlich von Lübnitz, östlich von Werbig und westlich der Försterwiese im Jagen 161. In den Jagen 155 und 159 erscheint darüber hinaus der Flurname Fixdorfer Flur.

## Geschichte
Die erste urkundliche Erwähnung stammt aus den Jahren 1419/1420 als zu systorff vff die wuste marcke. Die Dorfstätte war zu dieser Zeit vermutlich schon wüst. Im Jahr 1455 wurde von zcu figstorff uff der wusten marcke berichtet. Sie gehörte vor 1487 bis 1872 der Familie von Brandt von Lindau. Der Krüger aus Werbig nutzte 1592 die Feldmark Viegsdorff wüste, doch behielten es sich die von Brandt aus Lindau vor, diese später dem Vorwerk Steindorf oder einer anderen Nutzung zuzuschlagen. Die Feldmark wurde nicht wieder besiedelt und 1817 letztmals als Fixdorf erwähnt.